# Ilija Stolica
Ilija Stolica, srbski nogometaš in trener, * 7. julij 1978, Zemun.
Stolica je člansko kariero začel v klubu iz rojstnega kraja FK Zemun, ob več srbskih klubih je igral še v španski, ukrajinski, belgijski in grški ligi, ob koncu kariere pa v ameriški ligi MLS.
Leta 2016 je postal pomočnik v Partizanu in trener srbskih mladinskih reprezentanc do 16 in 17 let. V sezoni 2016/2017 je vodil FK Voždovac, v sezoni 2017/18 FK Vojvodina, junija 2018 pa je prevzel Olimpijo.